# Bernard Stiegler
Bernard Stiegler, född 1 april 1952 i Villebon-sur-Yvette i Essonne, död 6 augusti 2020 i Épineuil-le-Fleuriel i Cher, var en fransk filosof.

## Liv och verk
Bernard Stiegler studerade film och datavetenskap under slutet av sextiotalet och början av sjuttiotalet. Efter ett väpnat rån blev han dömd till fängelse och satt från 1978 till 1983 på kriminalvårdsanstalterna Prison Sain-Michel i Toulouse och Centre de détention i Muret. Under denna tid började han intressera sig för filosofi och studerade per korrespondens för filosofen Gérard Granel vid Université de Toulouse-Le-Mirail, en process han skildrat i boken Passer à l'acte från 2003. Stiegler påbörjade doktorandstudier vid École des hautes études en sciences sociales där han arbetade nära Jacques Derrida. Han fick 1984 ett sexårigt förordnande som forskningsledare vid Collège international de philosophie i Paris. Fyra år senare, 1988, började han också undervisa vid Université de technologie de Compiègne. Han disputerade 1992 och började arbeta vid Institut national de l'audiovisuel (INA) året därpå. Hans första filosofiska verk, volym 1 av La technique et le temps publicerades 1994 och utkom två år senare på engelska (på Stanford University Press). Samma år som Stiegler publicerade den andra volymen av La technique et le temps, 1996, blev han direktör för utvecklingsarbetet vid INA, en anställning som han lämnade 1999. Mellan 2002 och 2005 var han direktör för Institut de recherche et coordination acoustique/musique (Ircam). Från 2006 till hans död var han  knuten till Institut de Recherche et d'Innovation vid Centre Georges-Pompidou. 2009 blev han professor vid University of London (Goldsmiths College) vid sidan av sitt arbete vid Université de technologie de Compiègne.

## Ars industrialis
Den 18 juni 2005 grundade Stiegler tillsammans med Georges Collins, Marc Crépon, Catherine Perret, och sin fru Caroline Stiegler institutionen Ars industrialis som arbetar för en förståelse av rollen för teknik och industri i dagens och framtidens samhällen.
Tillsammans med Ars Industrialis grundade Stiegler 2010 L’école de philosophie d’Épineuil-le-Fleuriel i Centre-Val de Loire på den franska landsbygden, en skola som riktade sig till lokala gymnasieungdomar samt en grupp doktorander och unga akademiker runt om i världen som medverkar digitalt. Kurserna visades i sin helhet på internet. Temat för 2010/2011 var Platons Symposion.

## Viktiga publikationer
La technique et le temps (tre volymer: 1994, 1996, 2001)
Denna serie böcker utvecklar ett resonemang runt grunderna i Stieglers begreppsvärld med ett speciellt fokus på hur teknikens roll har beskrivits i den västerländska idétraditionen. Hans huvudtes är att teknik som organiserad oorganisk materia (i formen av minne) skapar mänsklighetens tidsbegrepp. Teknik bildar således horisonten för den mänskliga existensen, ett faktum som har ignorerats i en filosofitradition upptagen med att beskriva skillnaderna mellan episteme och tekne. Att förstå teknik är för Stiegler att förstå det mänskliga och dess tidsbegrepp samtidigt som det ger förutsättningar för att kunna förutsäga de dynamiska processer som framtiden kommer att bestå av. De tre volymerna innehåller omfattande analyser av Andé Leroi-Gourhan, Martin Heidegger, Edmund Husserl och Immanuel Kant.
De la misère symbolique (två volymer: 2004)
En serie som undersöker hur teknik (uttryckt inom kommunikation, kultur, och det symboliska) har förvandlats till sätt att industrialisera begär; hur den ställt mänskligt begär till förfogande för industriell produktion. Denna process har, enligt Stiegler, haft katastrofala effekter för psykisk och kollektiv individuation. Stiegler utvecklar en tanke om en ”allmän organologi”: sättet genom vilket mänskliga och tekniska organ, samt sociala organisationer, individuerar delade processer. Verken bygger på en analys av Sigmund Freud och Gilles Deleuze, samt Alain Resnais, Bertrad Bonello, Andy Warhol och Joseph Beuys.
Mécréance et Discrédit (tre volymer: 2004, 2006)
Här fokuserar Stiegler på hur en industriell organisation av produktion och konsumtion har haft katastrofala följder för mänskligt liv. Hans tes är att en allmän proletarisation (”prolétarisation”) har lett till en förlust av ”savoir-faire” (konsten att handla efter omständigheterna, skicklighet, gott handlag, behändighet)  och ”savoir-vivre” (konsten att leva väl). Hans argument är att målet inte borde vara att övervinna kapitalismen, utan att förändra den industriella basen för den typ av kapitalism som berövar mänskligheten dess ”esprit” (sinne). Serien innehåller analyser av Paul Valéry, Max Weber, Aristoteles och Herbert Marcuse.

## Svenska översättningar
- "Ur Filmens tid"; övers. Karl Hansson, i Kairos 9:2; Konst/Film (Stockholm: Raster förlag, 2004).
- "Om den symboliska fattigdomen", övers. Jonas (J) Magnusson, i OEI nr. 22-23, 2005.
- "Återerinring och minnesstöd", i Fenomenologi, teknik, medialitet, reds. L. Dahlberg & H. Ruin (Södertörns högskola, 2011), pp. 231–255.
- "Upplysningsideal i den filosofiska ingenjörsvetenskapens tidevarv", övers. Axel Andersson, i Glänta nr. 2-3, 2012.
- ur "Prendre Soin (1. De la jeunesse et des générations), övers. Jonas (J) Magnusson, i OEI nr. 58, 2012.
- Ars Industrialis, "Uppmärksamhet, retention, protention", övers. Jonas (J) Magnusson, i OEI nr. 58, 2012.
- "Sinnlighetens proletarisering", övers. Robert Österbergh, i OEI nr. 96-97, 2022.
- "Kant, konst och tid", övers. Robert Österbergh, i OEI nr. 96-97, 2022.
- "Visa omsorg", övers. Johan Härnsten, i OEI nr. 96-97, 2022.
- "Minnets status och statens minne", övers. Arild Säll, i OEI nr. 96-97, 2022.
- Ars Industrialis, Manifest 2006, övers. Axel Andersson, i OEI nr. 96-97, 2022.
- Ars Industrialis, Manifest 2010, övers. Johan Gardfors, i OEI nr. 96-97, 2022.

## Film och television
- Medverkar i dokumentären The Ister[16], 2004